# 埃斯佩利鎮區 (明尼蘇達州馬歇爾縣)
埃斯佩利鎮區（英語：Espelie Township）是位於美國明尼蘇達州馬歇爾縣的一個行政鎮區。

## 地方資料
埃斯佩利鎮區的面積為115.56平方千米，皆為陸地。根據2020年美國人口普查的數據，當地共有人口30人，而人口密度為每平方千米0.26人。